# Дружківський машинобудівний завод

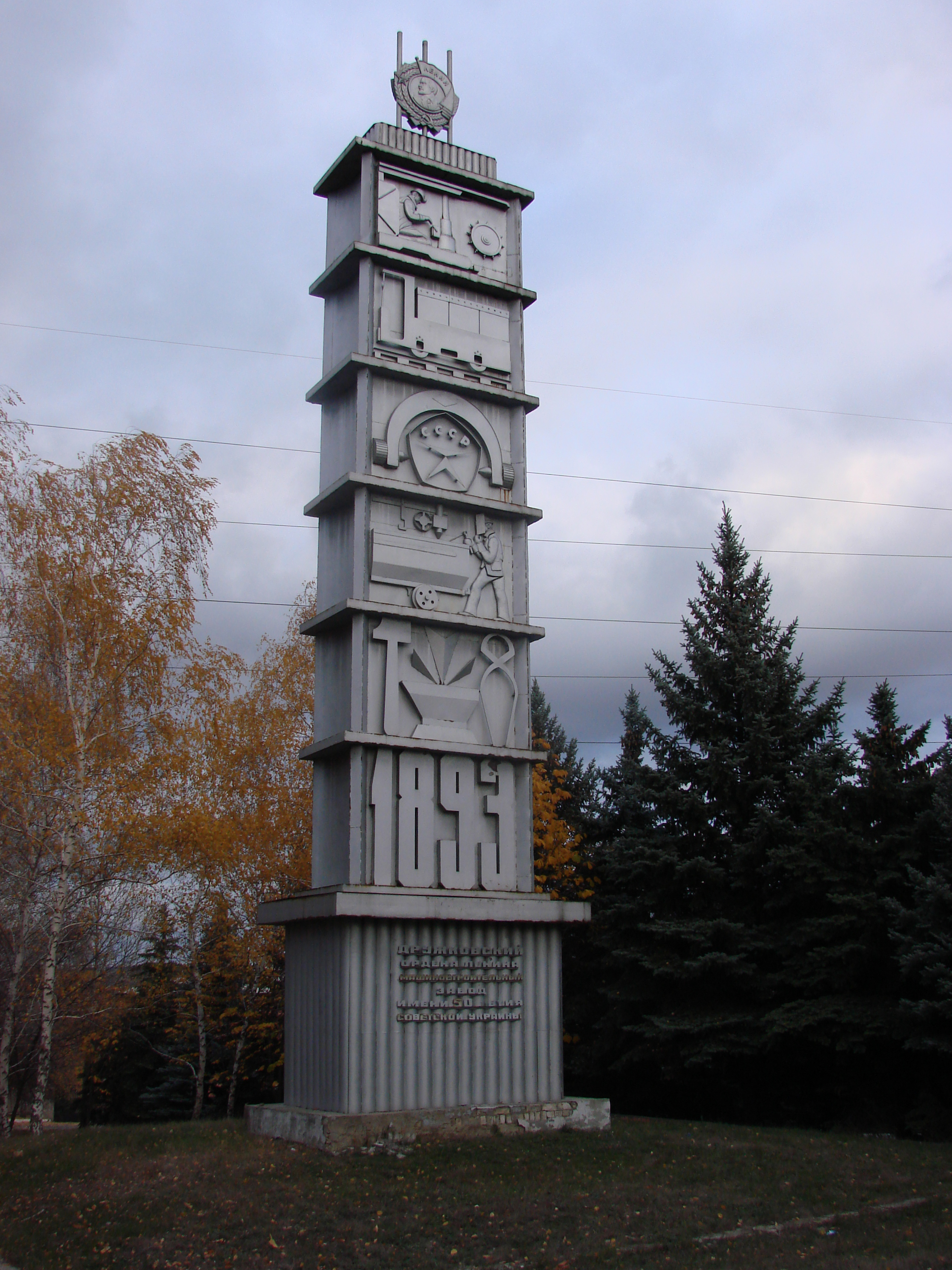
Пам'ятний знак неподалік прохідної ДМЗ

Дружківський машинобудівний завод, ВАТ — найбільший у СНД виробник гірничошахтного обладнання, а за окремими його видами (механізоване кріплення, шахтні і гірничорудні вагонетки) є абсолютним лідером у Східній Європі. Завод входить до холдингу НВК «Гірничі машини», який входить до складу «Систем Кепітал Менеджмент» (СКМ) Ріната Ахметова.

З березня 2013 року в.о. директора — Дахов Володимир Петрович.

## Продукція
Обладнання, що випускається:
- кріплення механізоване двостійкове (КДД, ДТ, ДТМ, ДМ);
- кріплення механізоване чотиристійкове (КД90, КД90Т, КД80);
- кріплення рамне (МТ-1,5, М87УМН, 1М88),
- кріплення сполучення (КС),
- кріплення щитове автоматизоване (2КДДА),
- кінцеві секції,
- стругові комплекси МДМС,
- дизелевози,
- гіровози шахтні,
- рудничні акумуляторні,
- контактні електровози,
- скребкові конвеєри КСД,
- вагонетки,
- обладнання підйому і механізації поверхні шахт, приствольного двору.

## Історія
Завод заснований в 1893 році французьким акціонерним «Донецьким товариством залізоробного та сталеливарного виробництв» як металургійне підприємство. У 1898 р. бельгійські підприємці купили цукровий завод Борисова і на його землях, поруч із Донецьким металургійним, будують Торецький сталеливарний та механічний завод.
Динамічний та багатообіцяючий розвиток заводу та міста був перерваний в 1918 році. Коли до міста підходили німецькі війська (ця територія переходила до УНР по Берестейському мирному договору із Радянською Росією) тодішній голова міської ради А. Радченко наказав «закозлити» (залишити холонути в печах розтоплений метал) домни, а найцінніше обладнання заводу зняти та вивезти (воно потім ще довго валялося вздовж залізниць до самого Уралу). Після цього завод вже не підлягав повному відновленню.
З 1936 року його спеціалізують на випуску гірничошахтного обладнання. З часом завод стане одним з головних підприємств галузі. У 1968 році за створення нових видів шахтних кріплень директору заводу А. Куприянову та конструктору В. Наумкіну була присуджена Державна премія.
Серійні електровози АМ8Д і 2АМ8Д, що випускаються підприємством, «Корум Дружківський машинобудівний завод», відтепер будуть оснащуватися системою управління власного виробництва.
17 грудня 2019 року Госпсуд Донецької області визнав банкрутом ПАТ «Дружківський машинобудівний завод» та відкрив ліквідаційну процедуру.

## Сертифікати та нагороди
ЗАО «Дружківський машинобудівний завод» сертифіковано згідно з міжнародною системою якості ISO 9001:2000, і 05.05.2005 видано сертифікат відповідності системі якості № 05.112.026, що відповідає стандарту ISO 9001:2000 за системою Сертифікації Російського Регістра.
За високу якість продукції в 2002 році Дружківський машзавод нагороджений знаком якості «Вища проба».
22 січня 2004 року ряд механізованих кріплень відзначені нагородою «Європейська якість».
Адреса: 84205 Україна, Дружківка, вул. Леніна, 7.